# Macha Brouskina
Марыя Барысаўна Брускіна
Maria « Macha » Brouskina (en biélorusse : Марыя Барысаўна Брускіна, Maria Baryssawna Brouskina ; en russe : Мария Борисовна Брускина, Maria Borissovna Brouskina), née en 1924, est, pendant la Seconde Guerre mondiale, une résistante soviétique biélorusse d'origine juive, pendue à l'âge de 17 ans, le 26 octobre 1941. Son identité a été celle d'héroïne « inconnue » (неизвестная) de 1945 à 2009, date à laquelle la Biélorussie reconnaît officiellement son identité.

## Éléments biographiques

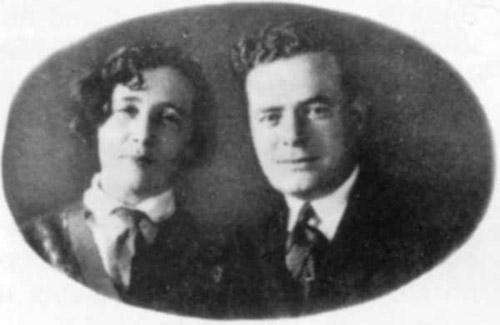
Lioucia Moiseïevna Bougakova et Boris Davidovitch Brouskine, parents de la résistante juive soviétique Macha Brouskina, pendue par les nazis le 26 octobre 1941.

Fille de Lia (Lioucia) Moïseyevna Bougakova et de Boris Davidovitch Brouskine (1898-1972), Macha Brouskina est née à Minsk en 1924. Le témoignage de Vera Bank, amie et voisine de Macha Brouskina, indique qu'elle est forcée de vivre dès 1941, avec ses parents, rue Zamkova située à l'intérieur du ghetto.

Plus jeune, Macha Brouskina vécut rue Proletarskaïa, à Minsk, auprès de ses parents. Après un début de scolarité à l'école n°26 de Minsk, ses parents déménagent au 79 Starovilenskaïa. Elle effectue ensuite des études d'infirmière à l'école no 28 de Minsk : élève brillante, elle en sort diplômée en juin 1941. Passionnée par le théâtre qu'elle pratique assidument, elle est pionnière (scouts soviétiques) et membre du Komsomol, conseil des jeunesses communistes. Le journal Піянер Беларусі (Pionniers de Biélorussie) note dans un article du 17 décembre 1938 à travers son portrait élogieux : 
Masha Bruskina est une élève de 8e année à l'école n°28 de Minsk. Elle n'a que des bonnes et excellentes notes dans toutes les matières. («Маша Брускина — ученица 8 го класса 28 й школы города Минска. У нее по всем предметам только хорошие и отличные отметки.») 
Le 28 juin 1941 la Wehrmacht occupe la Biélorussie, et en juillet, elle et sa mère Lia sont enfermées dans le ghetto de Minsk (où Lia, devenue folle à la suite de l'assassinat de sa fille, mourra dans le premier massacre de masse - Aktion -, où 4000 juifs de Minsk furent assassinés, le 7 novembre 1941). Le père de Macha, Boris Davidovitch Brouskine, enrolé sur le front Est, quitte Lia Bougakova au début de la guerre, le 23 juin 1941. Il rejoint Moscou avec les forces spéciales aériennes, selon le témoignage de l'amie de Macha, Elena Drapkina, cité par Anika Walke. Boris Brouskine est soldat de 1re ligne sur le front de l'Est et survit à la guerre. Macha effectue des voyages à Moscou pour rendre visite à son père Boris. Lia Bougakova est employée à la maison d'édition d'État de la RSS de Biélorussie, le « Gosizdat BSSR ». De ce fait, Macha Brouskina est initiée à la littérature de manière précoce.

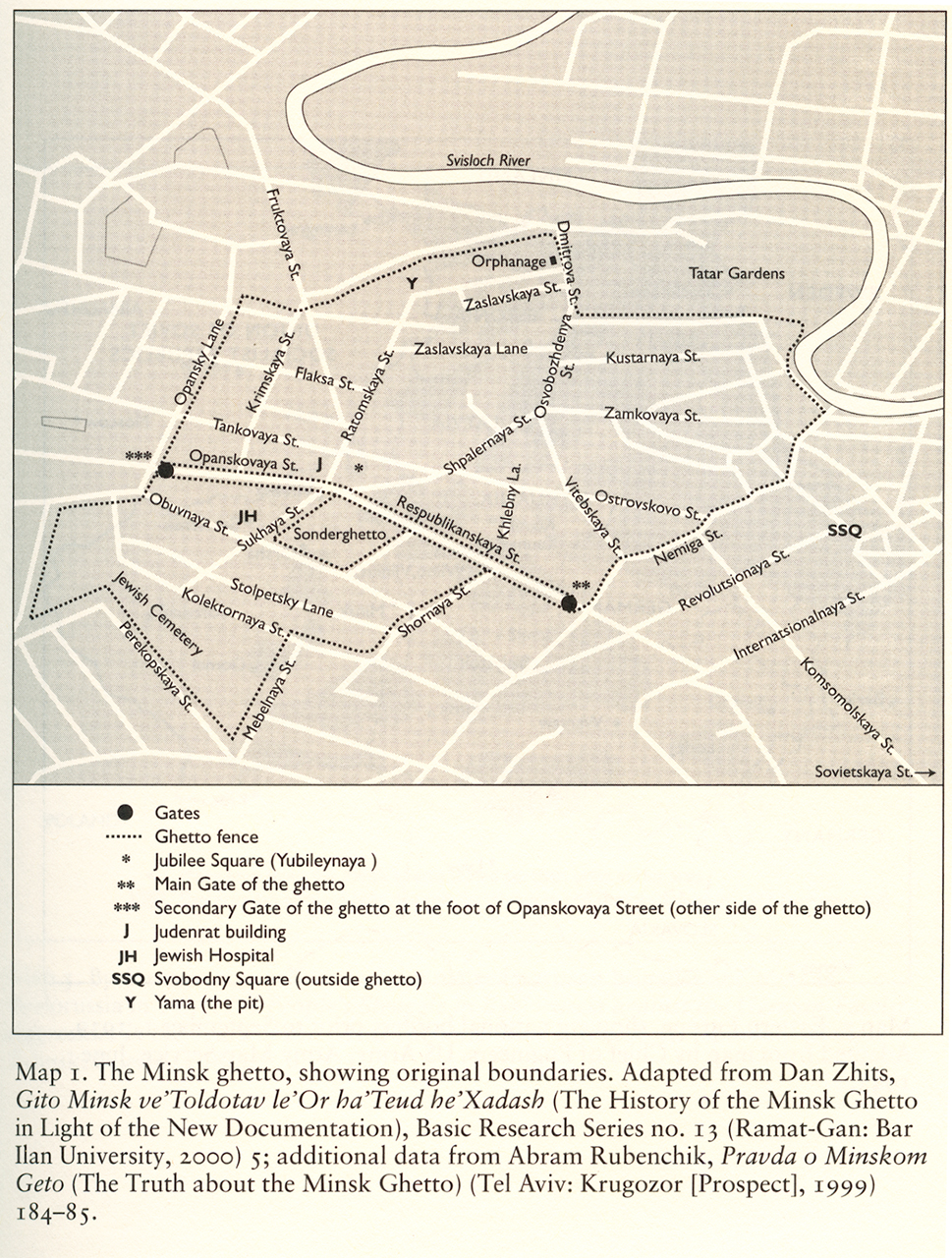
Plan du Ghetto de Minsk.The Minsk Ghetto 1941-1943: Jewish Resistance and Soviet Internationalism, University of California Press, 2008

## Engagement dans la résistance au nazisme
Macha Brouskina ne tarde pas à s'évader de la rue Zamkova, aux confins de ghetto. Dans un premier temps, elle tente avec sa camarade Sofia Andreïevna Davidovitch de rejoindre Drozdy, pour porter secours aux prisonniers gisant entourés de barbelés, en leur distribuant de l'eau. Par la suite, elle et son amie Sonia Idelson s'éclaircissent les cheveux au peroxyde d'hydrogène pour paraître non juives,. Avec son amie Elena Drapkina, elles tentent de se faire embaucher au Judenrat, sans succès.
Finalement, en patriote convaincue et militante communiste, elle trouve un emploi d'infirmière à l'hôpital de l'Institut polytechnique, mis en place pour regrouper les blessés du 5e corps de fusiliers de l'Armée rouge capturés par la Wehrmacht. Elle se lie alors avec un réseau de résistants au sein de l'hôpital. Cet hôpital est situé hors du ghetto, donc interdit aux Juifs. La cellule agissant au sein de l'hôpital évacue clandestinement les combattants soignés vers des groupes de partisans opérant dans les forêts avoisinantes, les otriads (Отряд), tels que ceux de Slutsk, Koidanovo (Dzyarzhynsk), et Naliboki, où opère le groupuscule d'Anatoly (Touvia) Bielski et ses frères, Alexandre Zeisal Bielski (Zus), Aharon Bielski et Asael Bielski,.

C'est sous le nom de sa mère, Bougakova, qu'elle intègre une des premières cellules de résistance, liée à son activité de soignante. Son rôle au sein du groupe est de fournir des médicaments, des vêtements et de fausses identités aux prisonniers soviétiques afin de favoriser leur évasion vers les forêts avoisinantes. En outre, Macha Brouskina convoie des cartes topographiques, des boussoles, des armes blanches et des pistolets dans l'enceinte de l'ancien Institut polytechnique. Elle s'expose à la peine de mort immédiate en transportant des appareils photographiques (qui serviront à établir de faux passeports). L'ambulancier (au sens ancien militaire de Feldscher : position spécifique aux champs de bataille, entre infirmier et médecin) Pissarenko confectionne et distribue les faux papiers dans l'hôpital. L'amie de Macha Brouskina, Elena Drapkina, indique et confirme à son père Boris Brouskine en 1944, dans une lettre, qu'elle est pendue précisément pour avoir aidé des prisonniers soviétiques à s'échapper dans les forêts avoisinantes.

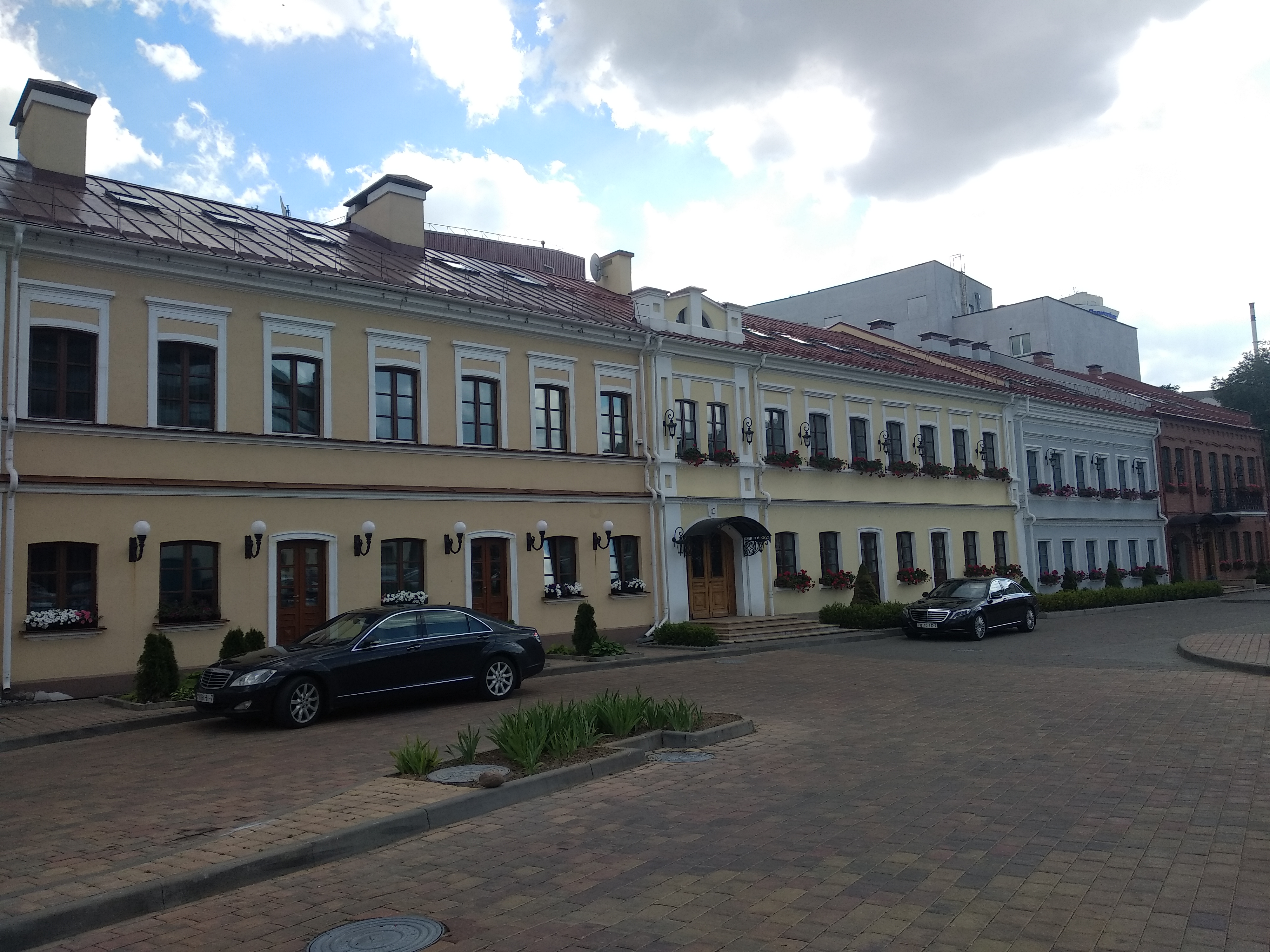
La rue Zamkova, incluse dans le ghetto en 1941, Minsk. Macha Brouskina y vécut brièvement avant d'entrer dans la clandestinité

Elle vit alors dans une maison située au 79 Starovilenskaïa (Старовиленская, 79) à Minsk, où elle partage la cour avec sa voisine et amie Vera Bank, de 1936 à 1941. Elles cohabitent à nouveau brièvement au sein du ghetto, rue Zamkova, avant de s'en échapper grâce à de faux papiers.
Elle rend fréquemment visite aux membres de la résistance Kirill Trus et Olga Chtcherbatsevitch (pendue le même jour que sa propre exécution, aux balançoires du parc de l'Académie des Sciences). Ensemble, ils ont pour mission de diffuser les informations de l'Informburo ou Sovinform (organe central d'information soviétique), afin de contrer la propagande de guerre nazie. Pour ce faire, Kirill Trus assemble un poste de radio dans son grenier, où les partisans rédigent des bulletins diffusés dans la clandestinité. Macha Brouskina se distingue ainsi dans son activité clandestine de messagère, en plus de ses qualités d'infirmière.

## Dénonciation et arrestation
Le 14 octobre 1941, elle et son groupe sont dénoncés par un soldat de l'Armée rouge prisonnier : Boris Roudzyanko (1913-1951) qui a été soigné à l'hôpital où elle servait (jugé et condamné à mort pour trahison le 16 mai 1951). Roudzyanko a élaboré avec le groupe d'Olga Chtcherbatsevitch, incluant son fils Volodia (dit Vloden), un plan de fuite pour franchir la ligne de front à l'Est, coordonnée avec les commandants Levit et Zorine. Roudzyanko est alors capturé par la Wehrmacht, alors qu'il opère sous un faux passeport obtenu en 1941, portant le nom « Oblomov ». Il trahit alors son groupe de partisans en donnant les détails de l'opération ainsi que l'identité des résistants. Boris Roudzyanko, ainsi, devient un collaborateur de l'ANST-MINSK (Abwehrnebenstelle Minsk, organe biélorusse de contre-espionnage collaborant avec l'Abwehr, dirigé par Wilhelm Kribitz) et dénonce sans difficulté,. Macha Brouskina et ses onze camarades d'infortune ne tardent pas à être arrêtés. Boris Roudzyanko est convoqué par les Nazis pour identifier les partisans : la déposition qu'il fait en 1951 à son procès est claire, il dit leur avoir donné les noms et les visages des partisans (probablement avec des portraits). Dans cette même déposition, il indique qu'il était déjà un traître avant l'affaire des partisans pendus de Minsk. C'est la dénonciation de Roudzyanko qui permet de révéler que quelque 48 soldats de l'Armée Rouge ont été libérés de l'hôpital avec des faux papiers pour rejoindre les unités résistantes du maquis alentour de Minsk.

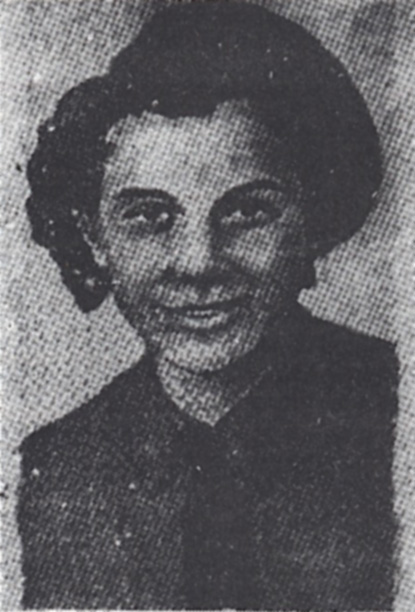
Portrait de Macha Brouskina en costume de pionnière, paru en 1938 dans le journal Піянер Беларусі (Pionniers de Biélorussie) (1924-1941)

Les Chtcherbatsevitch sont appréhendés à Novy Dvor, une bourgade à quelques kilomètres au Sud-Est de Minsk. Comme la majorité des partisans promis à la potence, ils sont envoyés à Minsk, à la prison « Volodarski » (Prison Pichtchalovski).

A ce moment, la sentant en grand danger, un chef du groupe, « Volodia » (Vladimir Istomin), demande a Macha de ne plus venir travailler à l'hôpital. Selon l'enquête de Freydin et Dikhtiar, quelques jours auparavant, Lia Bougakova aperçoit Macha Brouskina au bras d'un certain « Belov », portant un brassard blanc de policier. Elle et Sofia Davidovitch s'en alarment : il était probablement un policier biélorusse en civil tentant d'obtenir des informations, des noms et des documents. Le nommé « Belov » rassure Bougakova en lui affirmant que sa fille est en sécurité à son bras. Cet élément jette le doute sur le rôle de ce jeune policier biélorusse dans la dénonciation de Macha. Macha Brouskina ne réapparaîtra plus à l'hôpital. Inquiète par son imprudence, Sofia Andréïevna Davidovitch lui propose de venir habiter chez elle, mais Macha refuse, arguant qu'elle n'utilise plus que son identité « Bougakova », conformément à ses papiers d'identité. Elle demeure alors dans un appartement sur-occupé, ressemblant à un dortoir, sur la rue Zamkova, où elle retrouve Vera Bank. Emma Radova y habite également. Alors qu'elle se repose sur son lit, Macha Brouskina entend par la fenêtre qu'elle est désignée comme « Macha la blonde » par des jeunes gens collaborationnistes, qui la provoquent délibérément depuis la cour de son immeuble pour le compte des occupants qui la recherchent activement. Selon les récits compilés par Lev Arkadiev et Ada Dikhtyar (un témoignage de Sofia Andréïevna Davidovitch, qui avait assisté à la scène), elle aurait répondu avec aplomb :
« Les gars, vous me demandez ? J'arrive tout de suite ! »  Se précipitant hors de la maison, la jeune fille sans méfiance a crié à sa mère : « Les gars sont là, je vais avec eux. Ne vous inquiétez pas, je reviens tout de suite. » («Ребята, вы меня спрашиваете? Я сейчас!» Выбежав из дома, ничего не подозревавшая девушка крикнула маме: «Ребята пришли, я с ними пойду. Не беспокойся – скоро вернусь».)

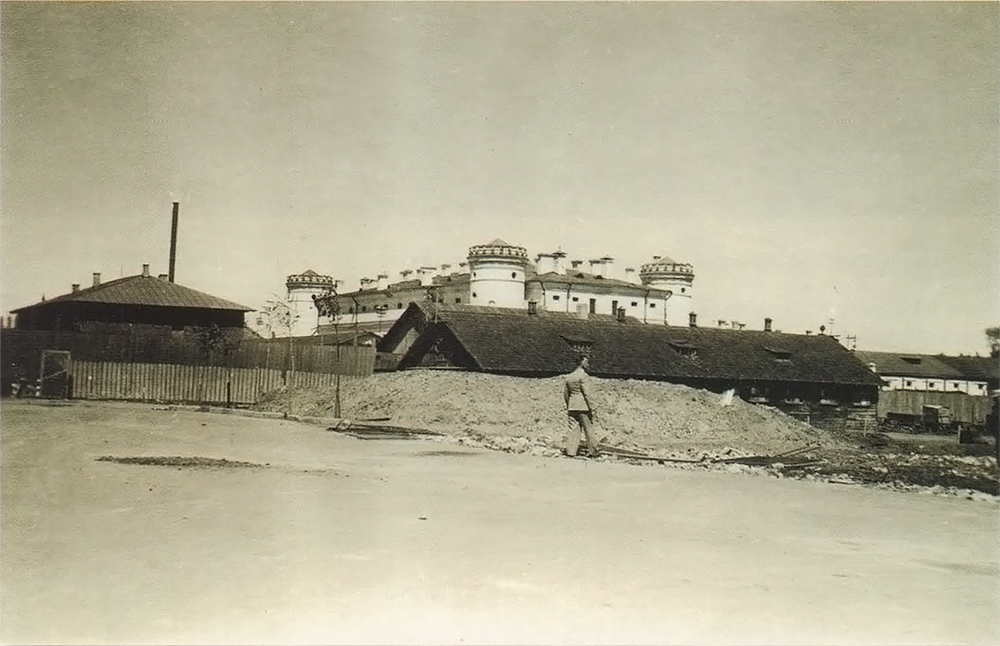
La prison du Château Pichtchalovski (Пішчалаўскі замак) ou « Prison Volodarski »en 1941. Les partisans y sont incarcérés du 14 au 26 octobre 1941.

Macha Brouskina est incarcérée durant neuf jours à la prison Pichtchalovski (Пішчалаўскі замак ou « Château Pichtchalovski » la prison de la rue Volodarski) de Minsk où elle ne cède pas à la torture et aux interrogatoires sévères. Elle ne dénonce aucun complice partisan. Sa mère parvient à lui faire envoyer de la nourriture jusqu'à la prison. Après son arrestation, Macha Brouskina écrit une lettre à sa mère le 20 octobre 1941. En retour, entre le 21 et 22 octobre (selon S. Davidovitch), sa mère achète un soldat collaborateur avec une montre-bracelet, afin que Macha obtienne le colis de vêtements d'école,. Cette lettre, jamais retrouvée, est lue plusieurs fois par une amie de la famille, Sofia Andréïevna Davidovitch, qui atteste l'avoir précisément mémorisée :

« Je suis tourmentée par la pensée que je t’ai causé de grands soucis. Pardonne moi. Rien de mauvais ne m’est arrivé. Je te jure que vous n’aurez pas de désagréments supplémentaires à cause de moi. Si tu peux, fais-moi parvenir ma robe, ma blouse verte, et des chaussettes blanches. Je veux partir d’ici en uniforme scolaire… »

— Macha Brouskina
L'historienne Macha Cerovic estime que l'action de Macha Brouskina et des partisans de l'hôpital était une entreprise maladroite. On sait, via le témoignage de Vera Bank, que Lia Bougakova s'était lamentée d'avoir vu sa fille se mettre en danger.

### Son exécution: huit photographies pour preuves
L'exécution fait partie d'un vaste de plan pour terroriser la population locale et mettre les biélorusses à genoux : c'est en réalité la dernière des quatre exécutions organisées le dimanche 26 octobre 1941. Les nazis font en sorte qu'aucune grande artère du centre de Minsk ne soit épargnée par ce spectacle de terreur. Par groupes de trois, les autres partisans sont amenés dans différents endroits de la ville, le 26 octobre 1941 et y sont pendus pour servir d'exemple et terroriser la population. Brouskina, Trus et Chtcherbatsevitch sont emmenés de force, la milice lituanienne et les officiers de la Wehrmacht les obligent à parader depuis la prison, franchissant le pont de la rivière Svislotch (selon Nina Antonovna Zhevtchik, témoin oculaire), pour déboucher sur l'actuelle rue Oktyabrskaya (rebaptisée ainsi en 1961, à l'époque Vorochilova (Ворошилова), ancienne Nizhne-Liakhovskaya avant la révolution d'Octobre), au niveau de l'usine de levure Krasnaïa Zarya (Красная Заря), face à l'usine de spiritueux (« Minsk Kristall »), toujours en activité de nos jours (il s'agit de l'usine de levures OAO Дрожжевой комбинат – « Drozhzhevoy Kombinat »). Les soldats et miliciens sont suivis de voitures et accompagnés de chiens, pour impressionner la foule. Il faut noter qu'à cette époque, les exécutions publiques constituent un spectacle auquel assistent toutes les catégories d'âges, avec souvent l'expression du voyeurisme. Un enfant témoin, Georgiy Birger, à l'époque âgé de 7 ans, atteste que les Allemands, nombreux, regardaient l'exécution depuis les fenêtres de l'usine Minsk Kristall. 

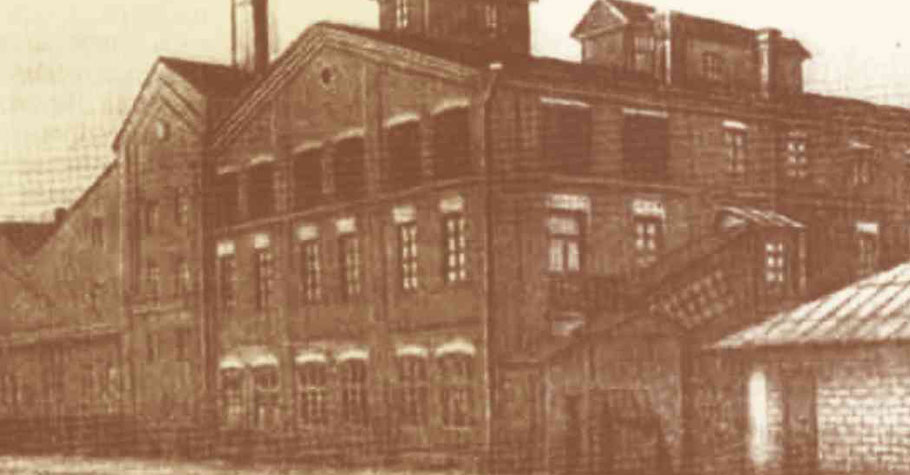
Usine de levures de Minsk (Дрожжевой завод « Красная Заря ») : le portail de bois ayant servi de potence se trouve sur la droite.

 Les trois condamnés ont les mains attachées dans le dos par des cordes, Macha Brouskina portant un panneau de contreplaqué volontairement humiliant et mensonger (« Nous sommes des partisans et nous avons tiré sur les soldats allemands »). Cette arrestation publique, ainsi que l'exécution qui s'ensuit, s'inscrivent dans une politique de terreur dont le but est la soumission des Slaves de « Ruthénie Blanche », considérés comme des Untermenschen (sous-hommes).
Macha Brouskina et ses deux camarades sont ensuite pendus à la poutre des portes de bois de l'usine de levure, par une action conjointe des membres de la 707e division d'infanterie sous le commandement de Gustav Freiherr von Bechtolsheim (de) et du 2e Schutzmannschaft Battalion de troupes auxiliaires lituaniennes sous le commandement du major Antanas Impulevičius. Une des photographies, montrant Kirill Trus à qui on passe la corde au cou, atteste que les fascistes ont démonté les portes pour libérer totalement la poutre centrale. Antanas Impulevičius vient alors d'être libéré par le NKVD en juin 1941, après un emprisonnement débuté fin 1940.
Un photographe lituanien, issu du 2e bataillon auxiliaire d'Antanas Impulevičius, collaborant avec les Nazis, documente chaque étape de l'exécution en tirant huit clichés. Ces photographies, rendues publiques à la fin de la guerre grâce à un employé biélorusse de studio de photographie qui fit des doubles secrètement, font le tour du monde,. En effet, travaillant pour le studio de l'allemand ethnique (Volksdeutsche : Allemand de culture et de langue, mais appartenant à une autre nationalité) Boris Werner à Minsk entre 1941 et 1944, Aleksey Sergeevich Kozlovsky fit des copies pour le compte de son employeur et pour lui-même. Kozlovsky témoigne en personne en 1968 dans le film documentaire soviétique Exécutés en quarante et un (Казнён в сорок первом), au micro du journaliste Viatcheslav Morozov. La boîte cachant les photos a été remise aux autorités soviétiques à la fin de la guerre. Les recherches d'Arkadiev et Dikhtyar ont fait apparaître que des doubles ont été trouvés aussi bien à Minsk, qu'à Kaunas, Varsovie et même Solingen (à 1700 km de Minsk, une seule des photos, trouvée par le lieutenant Józef Armel, qui la rapporta à l'ambassade soviétique de Varsovie en 1946). Ces fuites de tirages, alors que les Nazis contrôlaient scrupuleusement les médias filmés de leurs exactions, ont permis de révéler la nature des crimes au monde entier. Les photographies ont été publiées pour la première fois par l'écrivain Konstantin Trenyov dans la Komsomolskaïa Pravda en 1944,. Fait majeur, les photographies font partie des pièces à conviction présentées au Procès de Nuremberg, qui jugea les principaux dignitaires du Troisième Reich pour faits de crimes contre la paix, crimes de guerre et crimes contre l'humanité, du 20 novembre 1945 au 1er octobre 1946. Elles permirent de souligner la violence meurtrière sur le front de l'Est, où l'Allemagne Nazie, dans le cadre de l'opération Barbarossa, pratiqua une politique de remplacement des populations (déportation et extermination, puis colonisation), dans sa politique d'extension du Lebensraum.
Les photographies autant que les témoignages recueillis dans l'après-guerre (entre 1945 et 1968, principalement) permettent de retracer la tragédie de manière claire. Macha et ses deux camarades sont conduits sur le lieu d'exécution portant une pancarte en allemand et en russe affichant : « Nous sommes des partisans et avons tiré sur des soldats allemands ». Un témoin oculaire qui assista à l'exécution, Nina Antonovna Zhevtchik, insiste sur le grand calme et la dignité affichée par les condamnés, Macha Brouskina ne prêtant pas attention au public. Les bourreaux frappèrent à la porte de la famille Borissenko afin d'obtenir un tabouret pour procéder à la pendaison. Ana Borissenko, terrorisée, refusa d'ouvrir. Cité également par Arkadiev et Dikhtyar, son époux Piotr Pavlovitch Borissenko, lui-même partisan, va dans le même sens. Il insiste sur le fait que la jeune femme refusa de s'incliner jusqu'à la mort : 

« Quand on la mit sur le tabouret, la « fille » tourna la tête vers le mur. Les bourreaux voulaient qu’elle tourne le visage vers la foule, mais elle se détournait toujours et restait ainsi. Peu importe combien de fois ils tentèrent de la tourner vers eux, elle tournait toujours le dos au groupe. Enfin, ils abandonnèrent et donnèrent un coup de pied dans le tabouret afin de le pousser sous elle. »

— Piotr Pavlovitch Borissenko .
Nina Antonovna Zhevtchik rapporte à Arkadyev et Freydin le courage de Macha Brouskina, qui cria au visage de ses bourreaux : « Notre sang ne disparaîtra pas! ».
Hersh Smolar, écrivain, journaliste yiddish et résistant communiste, écrit avoir entendu de la bouche de Juifs de Minsk qu'un garde Nazi, menant une colonne de travailleurs de retour du travail forcé, déclara en leur montrant la victime pendue « Diese ist eine Judin ! » (« C'est une Juive ! »).

Plusieurs témoins ont raconté avoir vu Lia Bougakova pleurer et embrasser les pieds de sa fille pendue, dont Aleksandra Lisovskaya, âgée de 8 ans, que sa mère avait envoyé dans la ville pour récupérer une mandoline à choux :
C'était le matin, il faisait froid, et lorsque nous nous sommes approchés de l'usine de levure, nous avons vu une femme à la potence, pleurant abondamment et embrassant les pieds de la jeune fille encore suspendue à la corde. La femme pleurait bruyamment : « Ma fille, ma fille intelligente, tu as si bien étudié. Comment est-ce arrivé, ma fille Musenka ? »... Elle était vêtue d'un manteau sombre et portait un châle sur la tête. C'était un grand châle marron qui couvrait sa poitrine et son dos. Lorsque le châle a été enlevé, nous avons vu la tache jaune sur son dos et nous avons été très surpris : comment cette femme du ghetto était parvenue jusqu'à nous ? (entretien avec Inna Gerasimova, historienne et fondatrice du Musée d’histoire et de culture des Juifs de Biélorussie, in Aviv, 2004, n° 8-9)
Les Nazis avaient interdit à quiconque de dépendre les corps. Selon le témoignage d'Anna Trousova, fille de Kirill Trousov (ou Trus) face à Arkadiev et Dikhtyar, les corps sont subitement détachés le surlendemain, à la fin de la journée (cela accrédite la thèse que les corps ont été laissés exposés pour effrayer les populations pendant trois jours, et non dix, comme relaté dans de nombreux textes reproduits). Le témoignage de Nina Antonovna Zhevtchik en 1968 confirme cela : au soir du 28 octobre, à 16h30, alors que le soir tombe, un soldat allemand descend d'un camion et ordonne à deux Juifs qui l'accompagnent (leurs symboles jaunes étaient visibles : les Juifs biélorusses portaient des ronds de tissus jaunes sur la poitrine et dans le dos, et non l'étoile de David jaune) de couper les cordes, puis de charger les corps dans un camion, selon Trousova. Pour couper les cordes, ils utilisèrent le même tabouret qui avait servi à l'exécution.
Une des hypothèses concernant les sépultures est que les corps reposent dans les fosses communes de la forêt de Kourapaty.

Selon l'historien israélien Chaïm Lazar Litaï (lui-même résistant juif de Vilnius), dans les mois qui suivent sa disparition, à l'école (dont tous les élèves étaient juifs), la place de Macha Brouskina dans sa classe est laissée vide. Ses camarades honorent sa mémoire en déposant des fleurs. Les professeurs et amis survivants de Macha racontent leurs souvenirs d'elle.

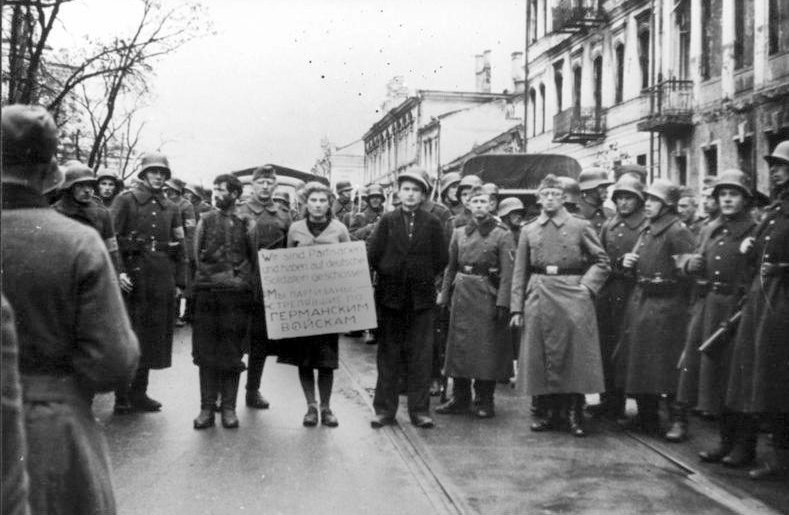
Macha et ses camarades conduits vers le lieu de leur supplice.
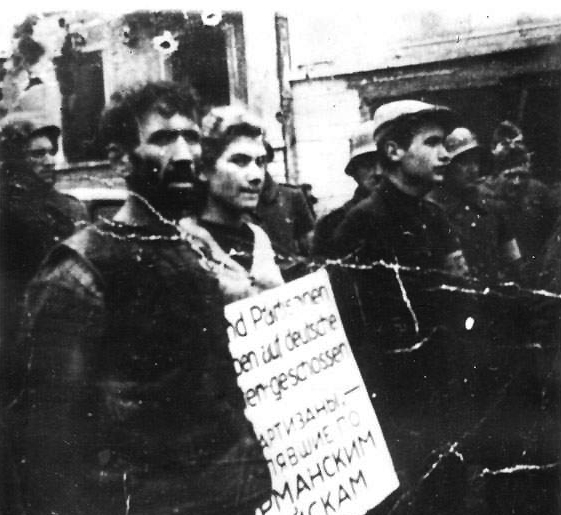
À sa droite l'ancien combattant Kirill Trus (41 ans, barbu), à sa gauche, Volodia Chtcherbatsevitch (16 ans, casquette blanche).
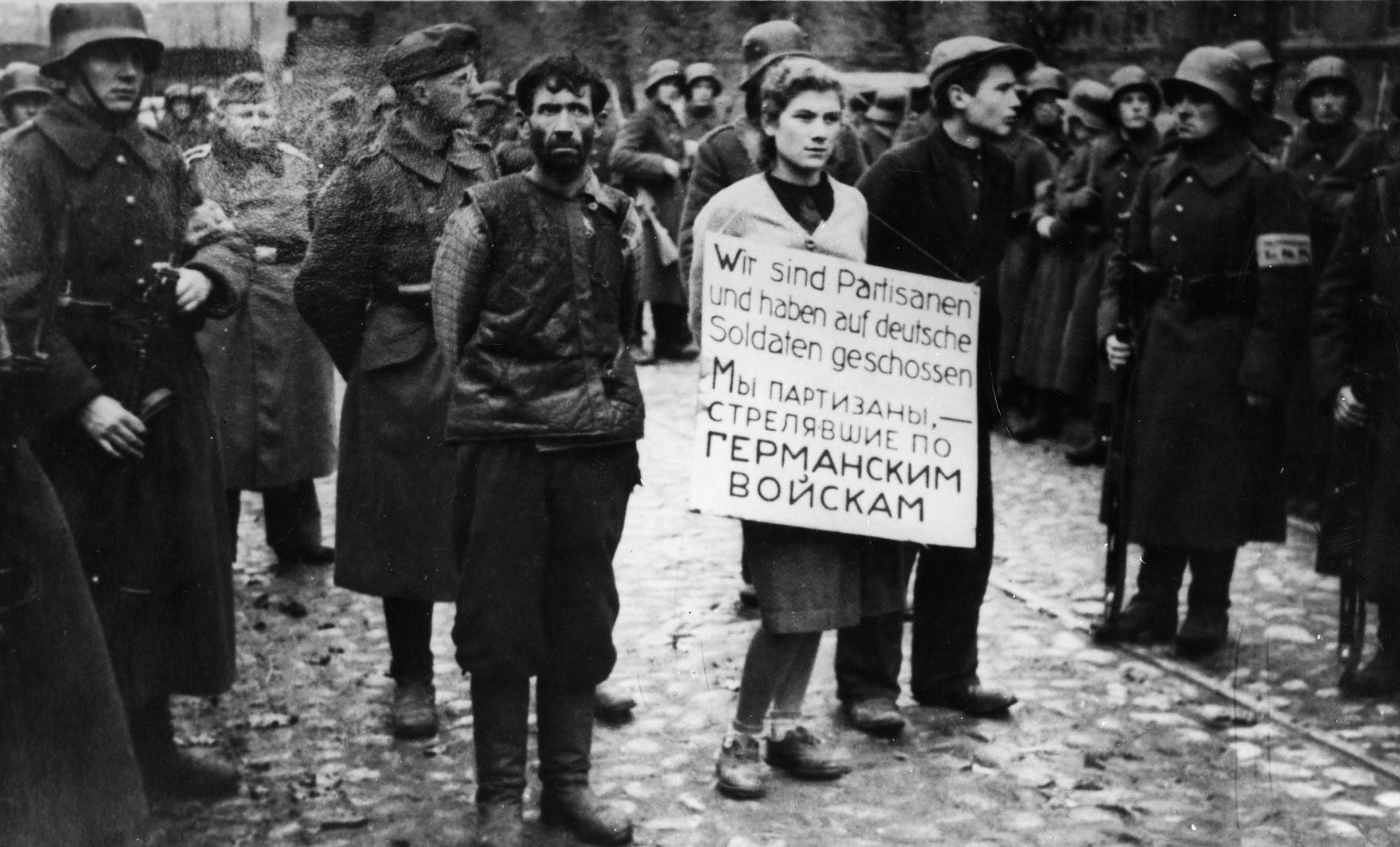
« Nous sommes des partisans et avons tiré sur des soldats allemands ».
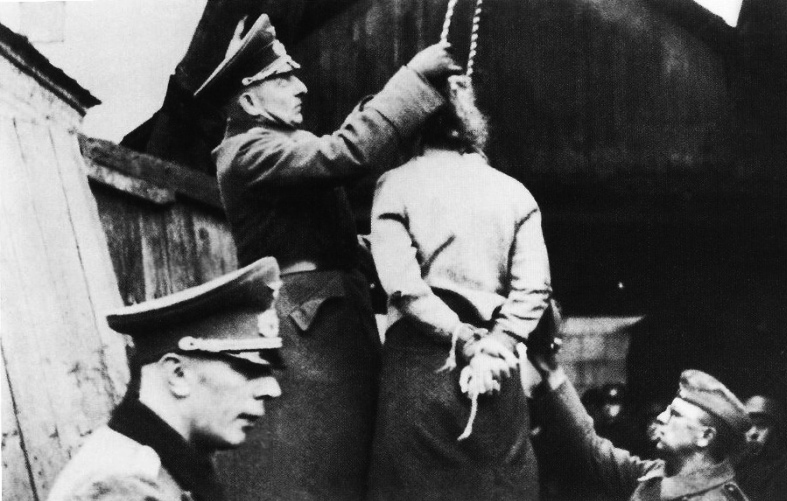
Pendaison de Macha Brouskina.
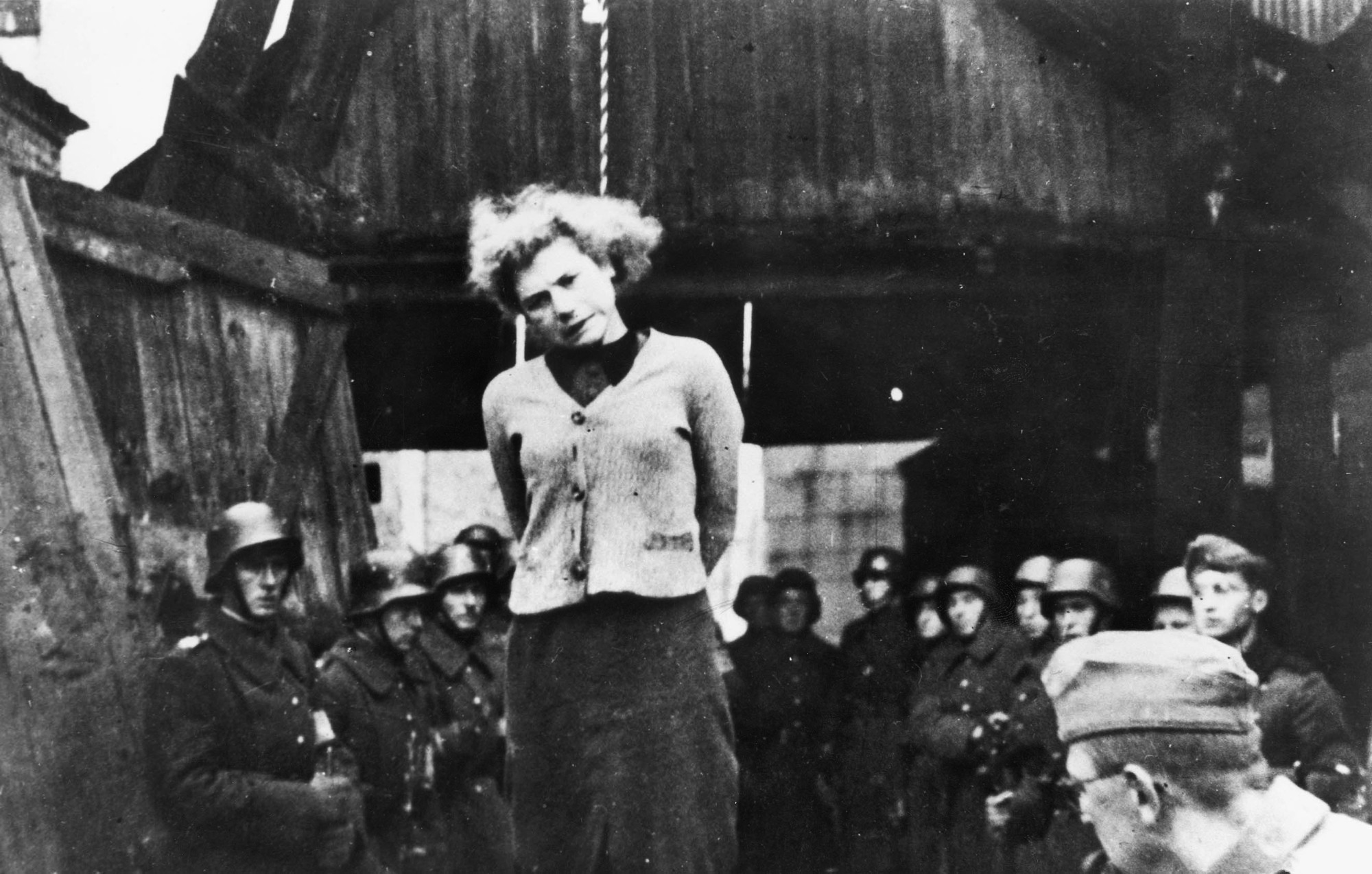
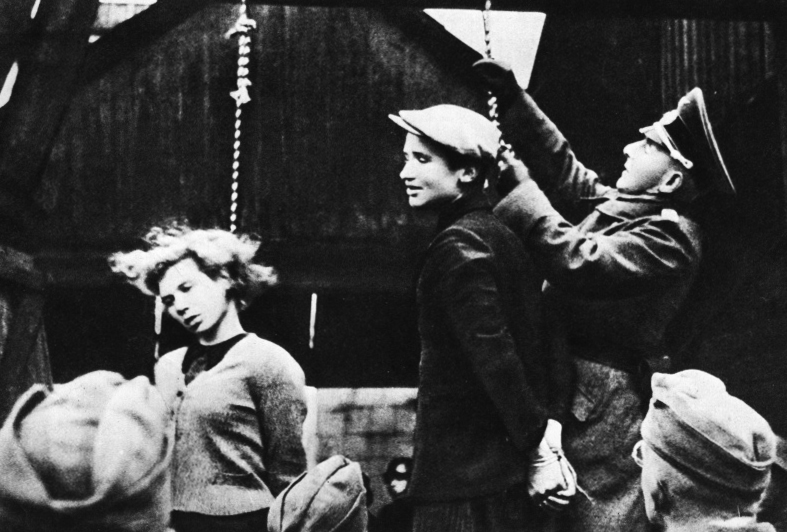
Pendaison de Volodia Chtcherbatsvitch.
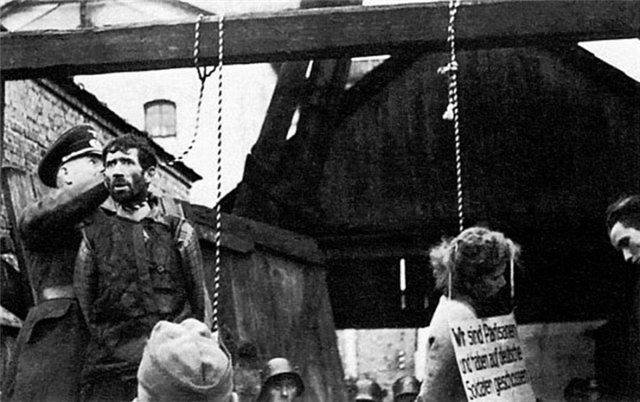
Pendaison de Kirill Trus.
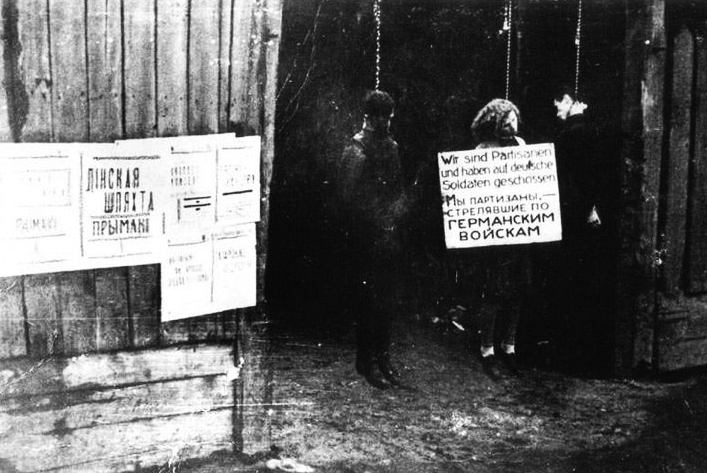

## Liste des témoins oculaires authentifiés
- Varvara Feofilovna Matiouchka (résistante biélorusse, héroïne de la Grande Guerre patriotique)[42]
- Piotr Pavlovitch Borissenko (voisin, domicilié rue Vorochilov)
- Ana Borissenko (voisine)
- Nina Antonovna Zhevtchik (voisine), épouse d'Ivan Stépanovitch Zhevtchik, ouvrier à l'usine de levures
- Elena Drapkina (née Elena Levina, amie et partisane)[13]
- Sofia A. Davidovitch[43]
- Georgiy Birger (7 ans, enfant juif du voisinage)[29]
- Margarita Tsvirko (16 ans, habitante du quartier)[44]
- Alexandra Klimentievna Lisovskaya (8 ans, enfant du quartier)[39],[45]
- Kim Lisovsky (frère de la précédente)
- Anna Trousova (15 ans, fille de Kirill Trus)
- V.A. Kovalevich (14 ans)[46]
- I.M.Levickas (soldat du 12e bataillon lituanien ayant participé à l'exécution)[46]
- Evguéni Herzig, leader du mouvement clandestin[47]
- Tsila Botvinnik, partisane juive du ghetto[47]

## Identification des suppliciés

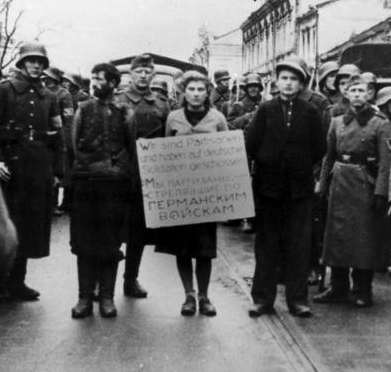
Masha Bruskina et deux hommes ont traversé Minsk, en Russie, par des troupes allemandes le 26 octobre 1941 avant leurs exécutions publiques. Bruskina porte un panneau qui indique en allemand et en russe « Nous sommes partisans et avons tiré sur des soldats allemands ».

L'un des partisans pendus est très vite identifié dès la fin de la guerre par sa femme et ses enfants : Kirill Trus (environ 45 ans, officiellement Kirill Ivanovitch « Trusov », ouvrier dans l'usine de réparation de wagons Myasnikov, et vétéran de la première Guerre mondiale). Il faut attendre le milieu des années 1960 pour identifier Volodia Chtcherbatsevitch (16 ans, dont la mère, Olga Chtcherbatsevitch, est pendue au même moment dans un autre endroit de la ville). Leurs noms sont dévoilés au grand public notamment via le film de Vitaliy Tchetverikov réalisé en 1968 : Exécutés en quarante et un (Казнён в сорок первом). La jeune femme reste inconnue : « Nieizvestnaya » (неизвестная).
Il faudra ensuite attendre une publication dans le Vecherniy Minsk (Вечерний Минск) en 1968 à la suite de l'enquête lancée par le réalisateur Lev Arkadiev pour que Macha Brouskina soit formellement identifiée par une vingtaine de personnes, parmi lesquelles : Elena Drapkina, Sofia A. Davidovich, Stefania Kaminskaya, Vera Bank, Esther Popik, Anna Trusova, Aleksandra V. Trusova, Boris Brouskine (son propre père, mobilisé au front), S. B. Botvinnik, Maria Komissarova, le voisin de l'école n°28 Esfir Gertsevna Popok, ainsi que son grand cousin, le sculpteur Zaïr Azgur. Ses camarades de classes l'identifient aussi formellement : Mikhaïl Yamnik, Raïssa Mitkina, Elena Schwartzman. Enfin, le directeur de l'école N°28, Natan Stelman, la reconnaît également. Le membre du Komsomol Efim Kamenkovich, qui admit Macha, l'a bien reconnue à son tour.
Pourtant, d'autres pensent avoir reconnu une infirmière prénommée « Anya » ou « Natacha », ou encore Sacha « Shura » Linevitch, une résistante amie de Elena Ostrovskaya.
Les premières publications sur Macha Brouskina sont une série d'articles de Vladimir Freydin dans le journal Vecherny Minsk les 19, 23 et 24 avril 1968 sous le titre « Ils ne se sont pas agenouillés ». Dans le même temps, Lev Arkadiev publie l'article « Immortalité » dans le journal Troud le 24 avril 1968. Cependant, dans le Ghetto de Minsk publié initialement en yiddish en 1947 en U.R.S.S., sous le titre Mstiteli getto (en russe Мстители гетто, soit « Les vengeurs du Ghetto »), Hersh Smolar affirme avoir su dès la fin de 1941 par David « Jenka » Guertsik (fils de l'administrateur de l'hôpital du ghetto) que la pendue à la pancarte de l'usine de levure était Macha Brouskina. Ce n'est qu'en 1989, date de la traduction anglaise, que son témoignage renforce le travail de Freydin, Arkadyev et Dikhtyar. L'historien soviétique Emmanuel Ioffé corrobore les conclusions des journalistes, estimant qu'il n'existe pas d'ambiguïté sur l'identité de Macha Brouskina.
Durant cette enquête, on retrouve la trace de son père Boris Davidovitch Brouskine à Moscou, qui apprend par un ami la pendaison de sa fille en guise d'avertissement pour les autres partisans. Il s'effondre psychologiquement puis refuse d'admettre l'horreur. Il parcourt différentes républiques soviétiques, semble tenter des parcours erratiques, qui le mènent notamment à Tachkent et Samarcande. Il écrit aux centres d'évacuation de Bougourouslan et Kouïbychev (de nombreux Juifs ashkénazes avaient été déplacés en Russie orientale). Dans son désespoir, il écrit également au conseil central de Minsk (Ispolkom) où travaille Elena Drapkina, résistante et amie de Macha. Chargé de la distribution du courrier, voyant son nom par hasard sur une enveloppe, elle ouvre sa lettre et lui répond par courrier le 17 septembre 1944. Elle lui décrit que sa fille est morte en héroïne en octobre 1941, juste avant les vacances,. Boris Brouskine meurt en 1972 (date figurant au columbarium du cimetière Donskoï de Moscou) dans un hôpital psychiatrique à Moscou : jamais il n'a cessé de parler de sa fille Macha, tuée par les fascistes. Boris Brouskine fit une grave dépression nerveuse et ses proches insistaient de ne pas le déranger avec l'histoire de Macha, pour le préserver de rechutes psychiatriques. Boris Brouskine a souffert de voir sa fille exposée dans les journaux et manuels d'histoire, alors que lui-même ne possédait aucune photographie. Interrogé sur le fait de posséder des photographies de sa fille, il a répondu par la négative. En effet, ayant fui à Moscou dans un vol de l'armée de l'air soviétique pour rejoindre le front, il était muni un simple costume et d'une paire de chaussures. Boris Brouskine remet à Arkadyev et Dikhtyar la lettre d'Elena Drapkina du 17 septembre 1944. Ces derniers rendront plusieurs fois visite à Brouskine et seront les derniers à être présent au moment de sa mort.
En 1972, en dernier hommage, ils font apposer un cénotaphe au columbarium du Donskoï mentionnant « Famille Brouskine » (Брускины), sur lequel figure la photographie de Macha avec le panneau de contreplaqué avant l'exécution et la mention : Macha, sa fille (1924-1941), exécutée par les fascistes (« Казнена фашистами »). Le portrait de Boris Brouskine comporte les dates 1898-1972, ainsi que la mention « Mon chagrin est inconsolable » (« Скорвь моя неутешна »).

## Occultations et revendications posthumes
Dès que la jeune suppliciée Macha Brouskina fut ouvertement identifiée (dès 1968 – mais dès 1946 plusieurs témoins l'avaient déjà identifiée au Musée de la Grand Guerre Patriotique de Minsk, dont son oncle le sculpteur au service de l'État, Zair Asgur), elle devint un enjeu mémoriel entre les mémorialistes de la Shoah qui la revendiquèrent comme juive (son père étant un juif soviétique) et la relièrent aux partisans juifs, et les mémorialistes soviétiques et communistes qui, eux, se référaient au modèle d'« héroïne de la Grande Guerre patriotique » Zoïa Kosmodemianskaïa, seul comptant le fait d'être « une ardente militante du Parti communiste de l'Union soviétique ». Du fait de cette controverse, son identité ne fut pas révélée au grand public par les autorités soviétiques, qui refusèrent de modifier la liste des noms sur la stèle commémorative des pendus de Minsk, et c'est seulement en 2008 que le nom de Macha Brouskina fut officiellement inclus dans la liste.
En 1985, le vétéran de l'aviation Lev Ovsichscher et la bibliothécaire Lina Torpousman, deux caractères bien trempés, militent à leur tous pour la reconnaissance posthume de l'identité de Macha Brouskina, rappelle le rédacteur en chef du journal hébraïque biélorusse Aviv, Mikhaïl Nordshtein.
En 1986, l'appel du rédacteur en chef du journal juif soviétique (en yiddish) Sowietische Heymat tente de faire reconsidérer le cas, mais il essuie à son tour un revers des autorités soviétiques.
C'est des États-Unis que revient l'écho de son nom, sous la plume du journaliste du New York Times Bill Keller, en septembre 1987. Bill Keller est alors correspondant en chef à Moscou (1986-1991) et couvre la période d'effondrement du Bloc soviétique : c'est cette présence en URSS qui lui permet de rencontrer le réalisateur Lev Arkadiev et la journaliste moscovite Ada Dikhtyar. Ces derniers ont déjà élucidé une grande partie de l'histoire de Macha Brouskina dès le début des années 1970. En 1968, ceux-ci firent parvenir dans la presse (Vecherniy Minsk / Вечерний Минск) un appel à témoignage qui leur permit de reconstituer assez précisément la tragédie de la jeune résistante « inconnue ». Lev Arkadiev mène alors un projet de film sur les partisans qui exige d'élucider l'identité des suppliciés. L'opposition formelle des autorités soviétiques aux conclusions des travaux d'investigation de Freydin, Arkadiev et Dikhtyar valurent à Ada Dikhtyar et Vladimir Freydin, journalistes d’État, d'être rétrogradés dans leurs fonctions,.
Selon Anita Walke (2015) les réticences soviétiques proviendraient de l'intention soviétique (réelle) d'inclure les « partisans juifs » dans les « partisans soviétiques » en popularisant l'image des Juifs se laissant conduire à l'abattoir (véhiculée en URSS à partir de 1948, selon l'historiographie nationaliste). Les historiens David Marples, Nechama Tec et Daniel Weiss allèrent bien plus loin en accusant les autorités soviétiques d'antisémitisme : elles auraient caché le nom de la jeune fille en raison de sa judéité (bien que « Brouskine » ne soit pas un nom de famille spécifiquement juif).
Au cours d'une table ronde qui se tint le 23 octobre 1992 au musée de la Grande guerre patriotique de Minsk, les débats entre journalistes, historiens et l'auditoire sont particulièrement vifs (ils ont été retranscrits par Yakob Basin). Les oppositions entre mémorialistes sont encore vives et l'identité de Macha Brouskina vivement remise en question, notamment par l'historien russe Alter L. Litvin. Pour Litvin, il manque des preuves photographiques, et il met en doute la participation même à la clandestinité de Brouskina. Litvin soutient dans cette table ronde que la victime est Tamara Gorobets, après comparaison des traits du visage avec celui de l'héroïne exécutée. Dès 1961, N. Sharlay (Gorobets) de Jdanov a reconnu sa sœur Tamara en l'« inconnue ». Il admet également les revendications d'identité de Sacha « Shura » Linevich ainsi que celle d'Anya Ivanova. Il ironise en indiquant que le portrait retouché et de qualité faible (l'image en noir et blanc était tramée) paru dans Піянер Беларусі (Pionniers de Biélorussie) ne saurait constituer un élément de comparaison visuel plausible.
Après la dislocation de l'URSS et la disparition du pouvoir absolu du Parti communiste de l'Union soviétique les recherches historiques et les initiatives personnelles aboutirent en 2008 à l'apposition d'une plaque commémorative à Minsk sur les lieux de son exécution, à la suite des multiples insistances de ses proches, dont son amie Elena Drapkina, et d'érudits locaux. De ce fait, à Minsk, il y a désormais deux plaques commémoratives distinctes : l'une pour les pendus de Minsk sans Macha, et l'autre pour Macha Brouskina encadrée par Volodia Chtcherbatsevitch et Kirill Trus.
En 1997, lors d'une exposition où figuraient les photographies de l'exécution, une journaliste allemande, Annegrit Eichhorn, croit reconnaître son père, Karl Scheidemann, sous les traits du bourreau, et s'évanouit. Elle écrit alors dans le journal allemand Süddeutscher Zeitung un article, Mon père, criminel de guerre. Le suicide de la journaliste en 2005 serait lié à des remords impossibles à résoudre pour une fille de criminel. Avec le réalisteur Anatoly Alaï, l'historien et encyclopédiste Abram Torpusman, rédacteur scientifique de l'Encyclopédie juive électronique affirme cependant qu'un faisceau de preuves permet de contester l'identité du bourreau, qui ne serait pas Scheidemann,. Un voisin de Scheidemann à Uslar (Allemagne), Friedrich Schefft, a indiqué reconnaître l'homme au premier plan en bas (portant également une casquette d'officier) comme étant Scheidemann, et non l'homme passant la corde au cou de Macha Brouskina.
En 2015, le journaliste et écrivain juif biélorusse Mikhaïl Nordstein (1930-2020) relate sa visite au musée de la Grande guerre Patriotique et témoigne de la non reconnaissance continue de Macha Brouskina, dont le nom n'est toujours pas associé aux photographies. Nordstein avait déjà rencontré Arkdyev et Dikhtyar. Il indique que les guides n'évoquent pas Brouskina, à l'inverse de Chtcherbatsevitch et Trus. Les explications qu'ils demandent au personnel du musée lui semblent toujours témoigner d'un antisémitisme à peine dissimulé.

## Identification des bourreaux et du dénonciateur Roudzyanko
Boris Mikhaïlovitch Roudzyanko était un lieutenant de l'Armée Rouge (grade de « technicien-intendant » de 2e rang) particulièrement lâche (de son propre aveu), à la trahison facile. Il le reconnaît au moment de son procès en 1951. Il s'enfuit soudainement du plan d'évasion vers la ligne de front, abandonnant les groupes Chtcherbatsevicth, Levit et Zorine dans le maquis. Vénal, il espère rejoindre la ferme d'un parent, dans les environs de Sloutsk, pour y finir la guerre paisiblement,. Capturé par la Wehrmacht, il ne montre aucune opposition et il dénonce donc le plan et ses protagonistes : la sinistre journée du 26 octobre 1941 est le résultat de cette lâcheté. Les reichsmarks offerts par l'Abwehr l'inféodent définitivement au pouvoir fasciste du Troisième Reich.

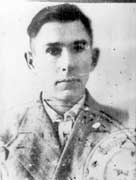
Boris Mikhaïlovitch Roudzyanko, technicien-intendant de 2e rang de l'Armée Rouge biélorusse, collaborateur des Nazis (Abwehr)

Douze partisans sont publiquement pendus en divers endroits de Minsk afin de terroriser la population biélorusse et de décourager tout acte de résistance. Le commissaire du NKVD et partisan Leonid Zorine est pendu avec le couple Piotr et Nadejda Yanouchkevitch dans la rue Karl-Marx, Olga Chtcherbatsevitch à la potence des balançoires du parc de l'Académie des Sciences de Minsk, tandis que le groupe de Levit (quatre partisans) est fusillé sans attente dans le maquis.
Le rôle de Roudzyanko ne se limite pas à l'épisode des pendus du 26 octobre 1941 : il effectue des va-et-viens entre l'occupant et l'Armée Rouge, continuant de dénoncer et d'informer sur les réseaux résistants. On le tient pour l'informateur principal ayant conduit aux massacres de Maly Trostiniets, responsable de centaines d'assassinats. Son rôle est majeur dans l'éradication du plus grand réseau de résistance clandestine de la Seconde guerre mondiale, celui de Minsk. Après 7 ans d'emprisonnement, alors qu'il se pense sauvé, Roudzyanko est rattrapé par les services secrets soviétique. Finalement, il est traduit en justice pour crimes de guerre en RSS de Lituanie et immédiatement condamné à la mort par fusillade, le 15 mai 1951.
Si les photographies indiquent que c'est un officier d'infanterie de la Wehrmacht qui passe la corde au cou des partisans (sa casquette exhibe la Totenkopf et les cordes argentées conférées aux oberlieutnant, selon les Grades de la Wehrmacht), on sait que c'est le major Antanas Impulevičius qui commandait le 2e bataillon auxiliaire lituanien, à la solde de l'Allemagne nazie. Ce bataillon compte, en 1941, 23 officiers pour 464 engagés. Le second officier portant la casquette (debout à gauche en contrebas du bourreau) a été identifié comme étant Karl Scheidemann.
Un autre milicien lituanien, Antanas Gecevicius, alias Anton Gecas, faisait partie du peloton d'exécution. Gecas a été retrouvé en 1987 en Écosse par le chasseur de criminels nazis Efraïm Zuroff, affilié au Centre Simon-Wiesenthal. Gecas décède en 2001, sans avoir été jugé,. Il est probable que Juozas Krikštaponis (Krištaponis), autre officier lituanien ait pris part aux exécutions. Il se trouvait à Minsk avec le 2e bataillon entre le 15 et 18 octobre 1941, où 1775 Juifs furent assassinés en trois jours.
Antanas Impulevičius exécute sommairement les populations, principalement à Minsk et à Kletsk entre 1941 et 1942. Le caractère massif des assassinats qu'il commande lui valent le surnom de « Boucher de Minsk ». Parvenu à fuir l'avancée soviétique en se réfugiant dans les frontières du Reich en 1944, il réussit à s'exiler aux États-Unis, à Philadelphie en 1945. Il y meurt en toute impunité, en 1970, alors que la cour suprême de la RSS de Lituanie l'avait condamné à mort par contumace le 20 octobre 1962. Les États-Unis ont alors refusé de l'extrader. Les neuf autres tortionnaires ont été traduits devant un tribunal de la RSS de Lituanie, à Kaunas : cela figure dans les relevés des procès consultés par Arkadyev et Freydin, tel que cela fut relaté dans l'article qu'ils signèrent dans le journal Troud en juillet 1968. Seul Antanas Impulevičius échappa à la justice, les neuf autres miliciens lituaniens écopant de la peine capitale. A l'instar d'Anton Gecas passé à la Free Polish Army pendant la débâcle, Antanas Impulevičius sentit le vent de la guerre tourner et s'enrola dans les armées de libération alliées, ce qui lui valut d'être considéré comme « combattant de la liberté ».

## Art
L'artiste plasticienne américaine Nancy Spero rend hommage à Macha Brouskina, alors que son nom n'a toujours pas été reconnu, en 1995. Nancy Spero était particulièrement sensible aux situations de violences politiques, de sexisme et plus largement de crimes violents. À travers plusieurs collages, sérigraphies (notamment Masha Bruskina/Vulture Goddess), elle met en scène l' « inconnue » (ainsi citée par les autorités soviétiques dans les livres et stèles commémoratives) en révélant son nom. C'est l'article de Bill Keller « Echo of '41 in Minsk: Was the Heroine a Jew? », paru dans le numéro spécial du New York Times du 15 septembre 1987, qui nourrit sa démarche artistique.

## Devenir des lieux, commémorations
L'usine est toujours en activité, sous le nom OAO Дрожжевой комбинат – « Drozhzhevoy Kombinat ». Conformément à l'ordre du ministère de l'industrie alimentaire de la BSSR du 06.04.1976 N°86, l'usine de production de levure de Minsk est transformée en « conglomérat de production de levure de Minsk ». Les structures de bois ont été démolies au profit de construction plus moderne.
Fait notable, les fondateurs de la distillerie « Minsk Kristall », qui précéda l'usine de levure actuelle, fut fondée en 1892 par deux frères juifs biélorusses, Samuel et Fayvish Rakovchtchikov,.
Drozhzhevoy Kombinat ne fait aucune référence aux partisans assassinés aux portes son usine, notamment sur l'historique publié sur son site Internet.
Le 26 octobre 2001 a lieu une commémoration à l'entrée de l'usine de levure, pour les soixante ans de l'exécution des partisans. Le fils de Kirill Trus prend la parole, ainsi que la journaliste Ada Dikhtyar.
On trouve dans le Musée d'Histoire de la Grande Guerre nationale de Biélorussie un espace consacré aux Pendus de Minsk : quatre cordes sur lesquelles figurent les portraits des victimes (lorsque les portraits ont pu être trouvés). Sur la deuxième corde, à partir de la gauche, on y voit, de haut en bas, Kirill Trus, Macha Brouskina en pionnière et Volodia Chtcherbatsevitch enfant.
Un cénotaphe, figurant la photographie de Macha Brouskina en marche vers l'exécution, a été installé sur l'urne contenant les cendres de Boris D. Brouskine, au colombarium du cimetière Donskoï, à Moscou.

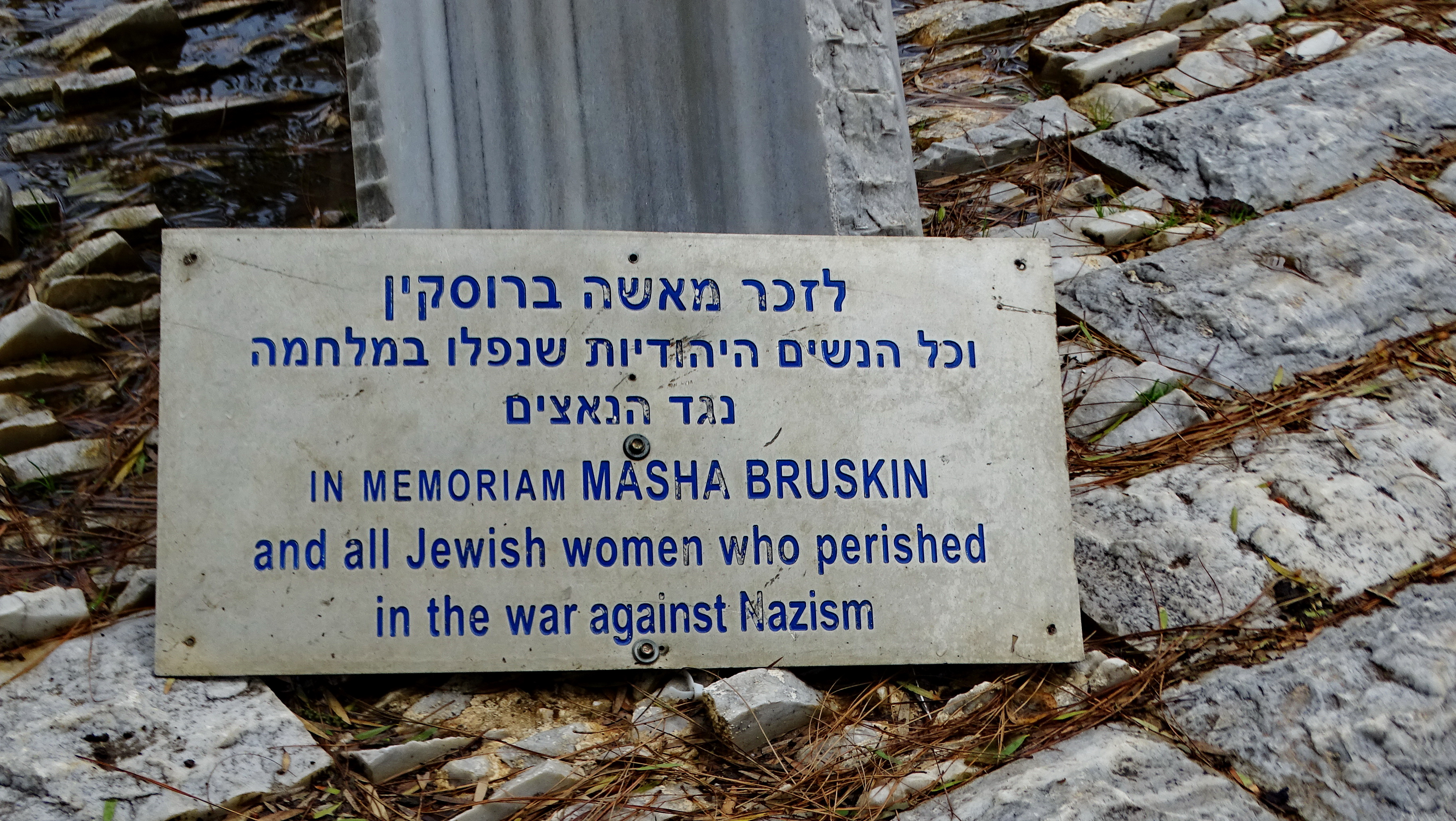
Plaque commémorative à HaKfar HaYarok

## Films
- Mikhaïl Romm inclut dans son film de 1965 Fascisme ordinaire (Обыкновенный фашизм) des images de l'exécution.
- Vitaliy Tchetverikov (correspondant de la Pravda pour la RSS du Bélarus) réalise en 1968 Exécutés en quarante et un (Казнён в сорок первом), qui réunit des témoins rencontrés au cours de l'année 1967, au micro du journaliste Viatcheslav Morozov. On y retrouve des proches et des voisins des Chtcherbatsevitch, mais aussi un entretien avec Anna Trusova, fille de Kirill Trus, ainsi que sa veuve Aleksandra.
- Anatoly Alaï produit en 2018 le documentaire Boomerang (BelarusFilm)[44]. Le film retrace les grandes étapes du travail de mémoire lié à l'exécution de 1941. Anatoly Alaï reçoit un prix pour ce film lors du 17e Festival international du film pour enfants, « Pour la création de l'un des films les plus impressionnants sur la Grande Guerre patriotique »[76].

## Devoir de mémoire
- Le United States Holocaust Memorial Museum lui délivre une médaille de la résistance pour son courage et son action durant la Seconde Guerre mondiale[35].
- Au printemps 2006 une plaque commémorative est inaugurée en Israël mentionnant en hébreu et en anglais: À la mémoire de Macha Brouskina et de toutes les femmes juives qui sont mortes en combattant le Nazisme («  »)[Notes 2],[35].
- En 2008, son nom est apposé sur la stèle commémorative de la pendaison de Minsk d'octobre 1941[8].
- Une rue porte son nom dans le quartier Pisgat Ze'ev de Jérusalem depuis le 29 octobre 2007.

## Mémoriaux

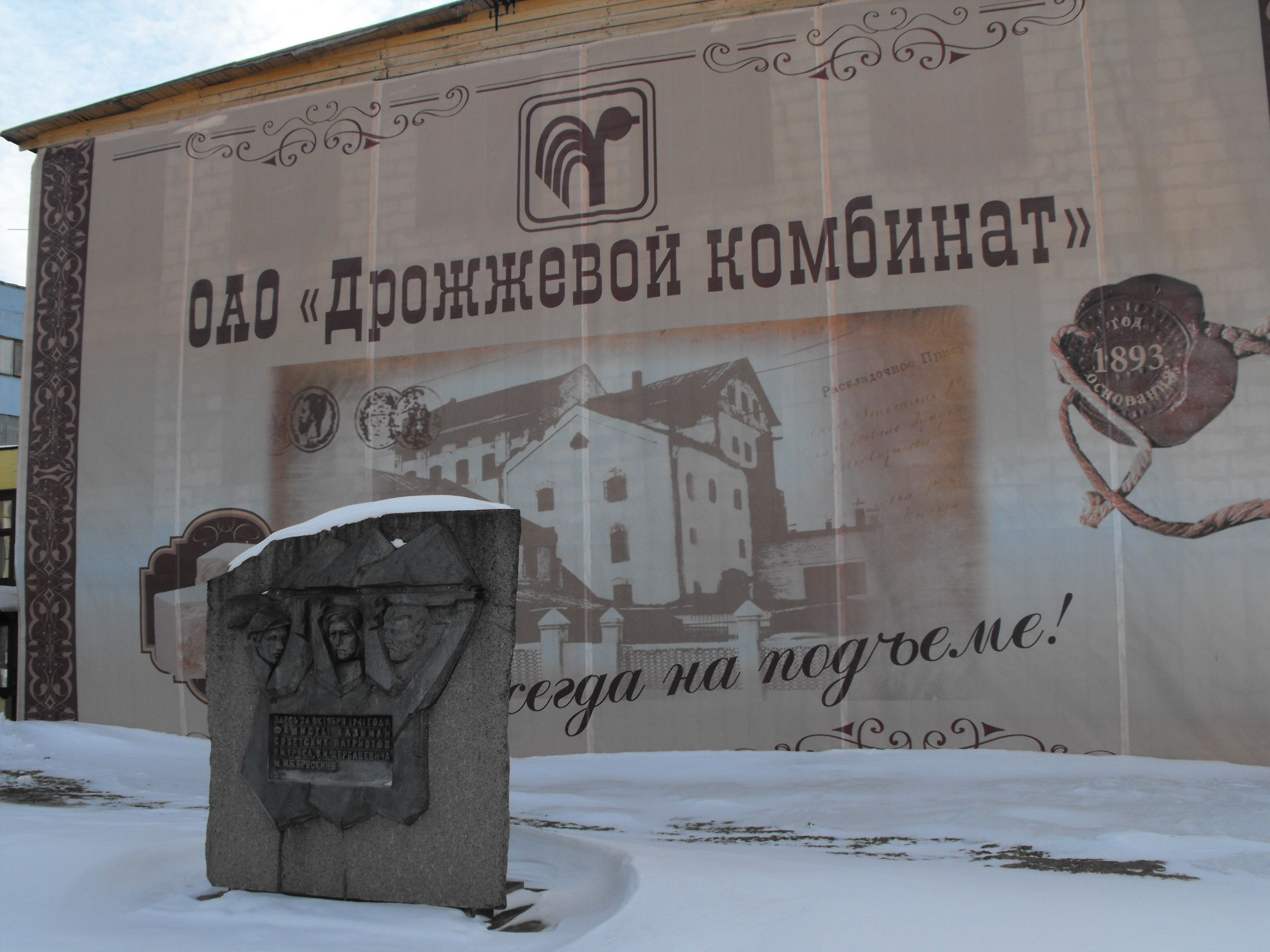
Mémorial à l'entrée de l'usine de levure de Minsk où fut exécutée Macha Brouskina le 26 octobre 1941.
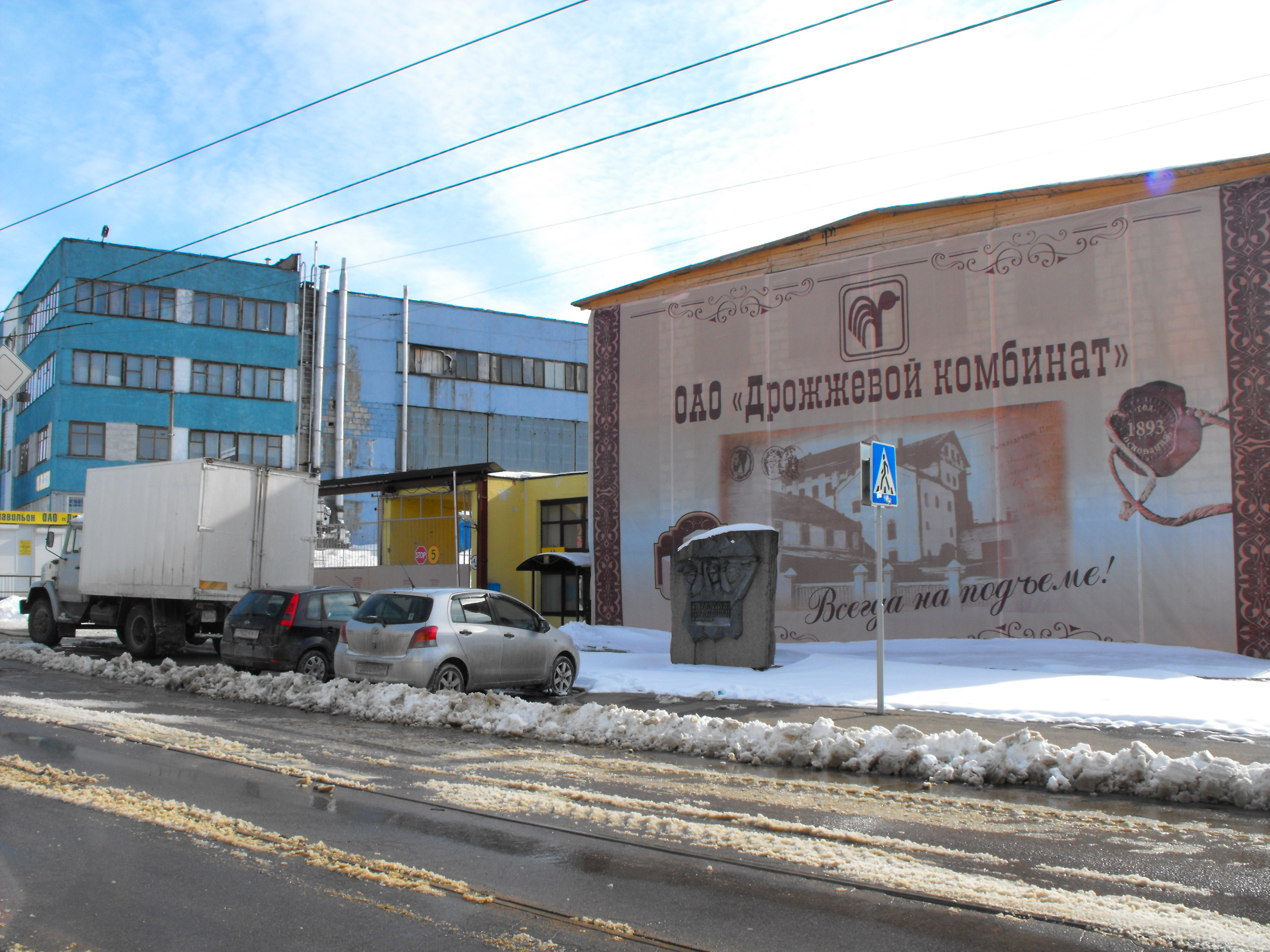
Vue de l'usine de levures, avec la stèle commémorative, en mars 2013.
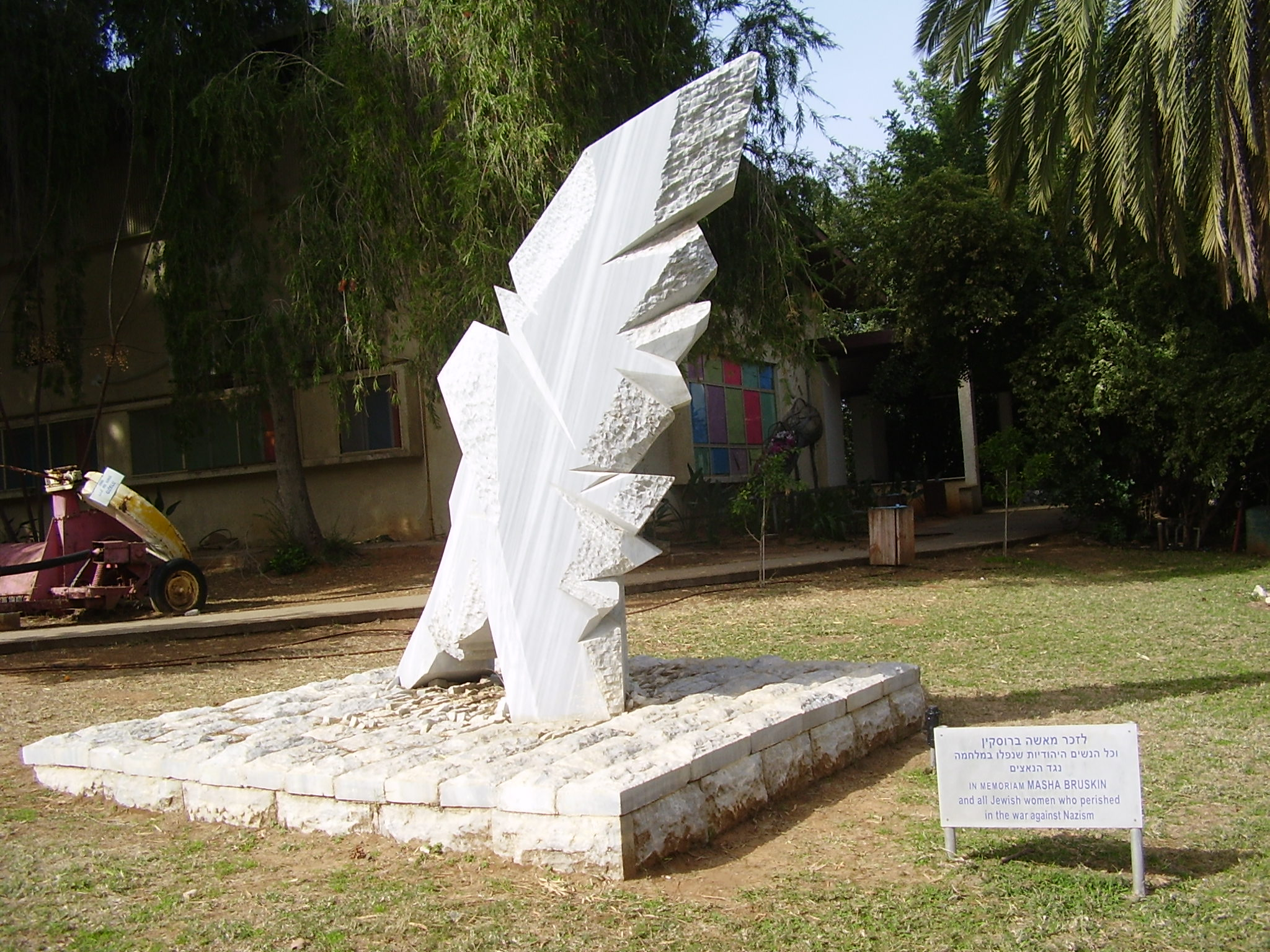
Israël - Mémorial à la mémoire de Macha Brouskina et des femmes juives résistantes
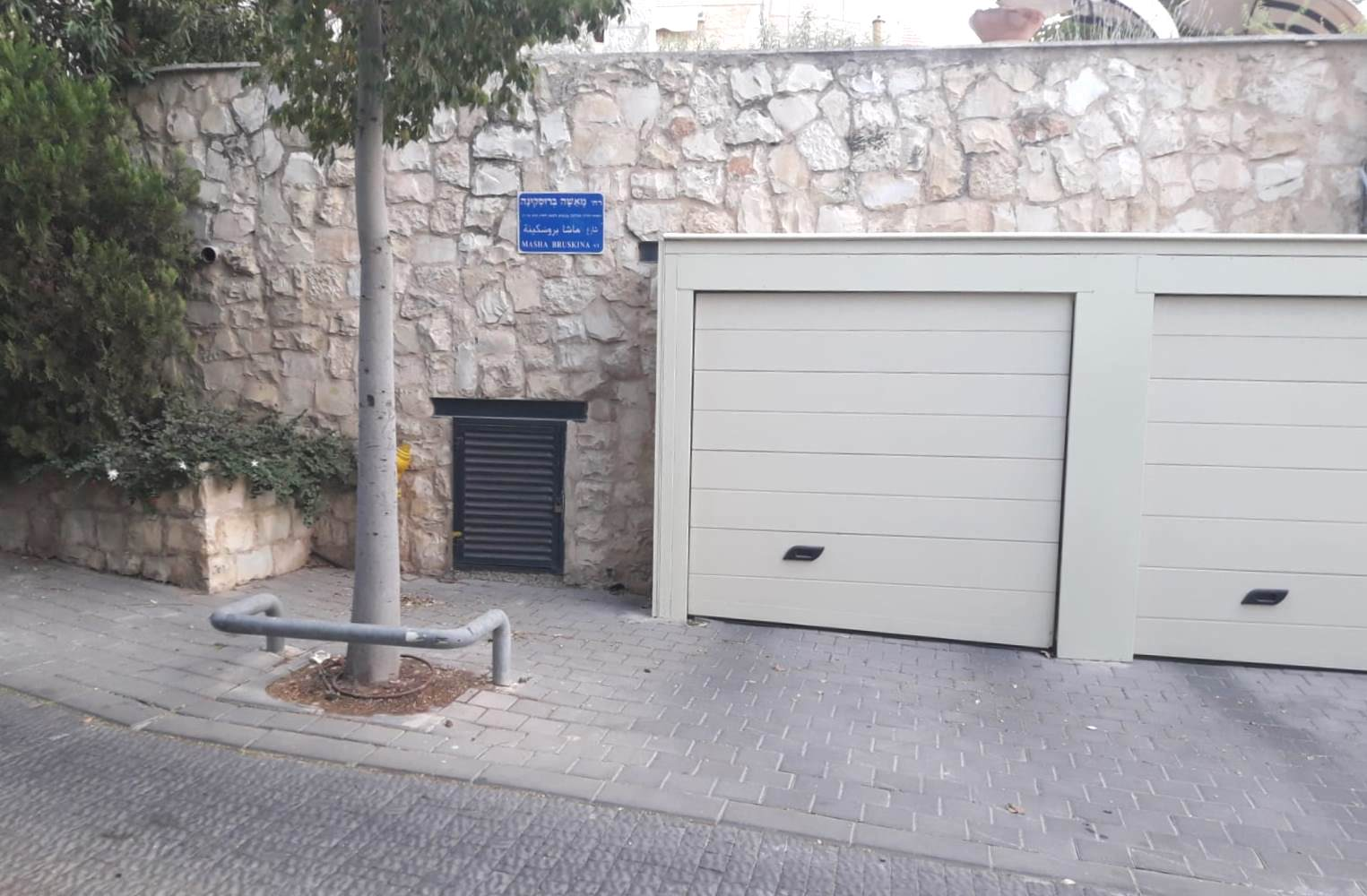
La rue Macha Bruskina à Jerusalem, dans le quartier de Pisgat Zeev.
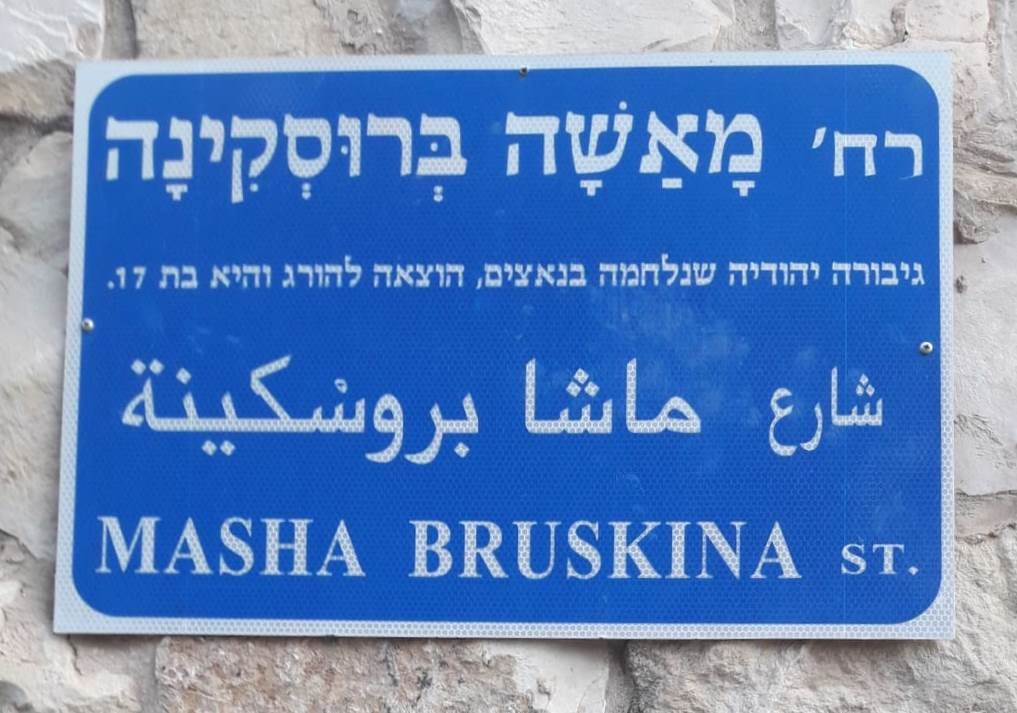
Panneau trilingue (hébreu, arabe, anglais) indiquant la rue Macha Brouskina, à Jérusalem, quartier de Pisgat Zeev.